# Stribe (ensartet serie)
 For alternative betydninger, se Stribe. (Se også artikler, som begynder med Stribe)
En stribe vil i denne betydning sige en serie af noget ensartet, hyppigt noget, der følger efter hinanden i tid. Man kan f.eks. sige sådan noget som Hun havde i 1950'erne og 1960'erne en stribe af succés'er på de verdensberømte operascener såsom La Scala i Milano og The Metropolitan Opera i New York, og På rejsen mod Cannes kommer den altid uheldige Mr. Bean ud for stribevis af uheld.
Fra operetten H.M.S. Pinafore kendes citatet fra Admiralens vise:
| Citat | Du får stribevis af kors og bånd og stjerner på | Citat |
|       |                                                 |       |